# Lubaczówka
Lubaczówka (trong đoạn thượng lưu Ukraina: tiếng Ukraina: Завадівка - Zavadivka) là một sông tại Ukraina và Ba Lan, là một phụ lưu hữu ngạn của sông San. Sông chảy qua thị trấn Lubaczów. Sông có chiều dài là 88,2 km.

## Mô tả
Chiều dài của sông là 88,2 km (trong đó có 67,3 km thuộc Ba Lan), diện tích của lưu vực sông là 1.129 km². Sông phẳng lặng, bãi bồi là đầm lầy ở một số nơi. Có các ao nước gần các làng Kalytiaka và Hrushiv.

## Vị trí
Sông bắt nguồn từ phía tây của làng Koty, tại các nhánh phía tây nam của rặng đồi Roztocze (Ukraina) - thuộc làng Kurnyky cũ. Từ đầu nguồn sông chảy về phía tây bắc, băng qua biên giới Ba Lan-Ukraina ở phía bắc của làng Hrushiv. Tại thành phố Lubaczów, sông quay về hướng nam rồi dần dần quay về hướng tây. Sông Lubaczówka chảy vào sông San ở phía bắc thành phố Jarosław.
Các chi lưu: Smerdykh, Rybna (hoặc Bleh) (hữu ngạn, bên trong Ukraine); Solotwa, Przerwa, Radawka (ở Ba Lan).